# Tournoi de tennis de Brisbane
Pour les articles homonymes, voir Brisbane (homonymie).
Le tournoi de tennis de Brisbane (Queensland, Australie), anciennement le Queensland Grass Court Championships puis le Queensland State Open et Brisbane International depuis 2009 est un tournoi de tennis féminin et masculin des circuits professionnels WTA et ATP. Depuis 1986, il se dispute en ouverture de la saison la première semaine de janvier.
En 2009, Brisbane inaugure un nouveau complexe, le Queensland Tennis Centre dont un court central de 7000 places, la Pat Rafter Arena. Ces changements permettent d'attirer les meilleurs joueurs et joueuses en Australie pour la préparation du premier Grand Chelem de l'année.
En 2012, le tournoi féminin devient Premier. En 2024, il passe en catégorie WTA 500.
En raison de la création de l'ATP Cup, la version masculine du tournoi de Brisbane disparait en 2020 pour laisser place à la nouvelle compétition sur le calendrier. Il est réintroduit en 2024.

## Palmarès dames

### Simple
| No       | Date       | Nom et lieu du tournoi                         | Catégorie      | Dotation       | Surface        | Vainqueure          | Finaliste              | Score          |                |
| -------- | ---------- | ---------------------------------------------- | -------------- | -------------- | -------------- | ------------------- | ---------------------- | -------------- | -------------- |
| 1        | 28-10-1960 | Queensland Grass Court Championships, Brisbane |                | NC             | Gazon (ext.)   | Margaret Smith      | Lesley Turner          | 10-8, 6-1      | Tableau        |
| 2        | 06-11-1961 | Queensland Grass Court Championships, Brisbane |                | NC             | Gazon (ext.)   | NC                  | NC                     | Non disputé    | Tableau        |
| 3        | 22-10-1962 | Queensland Grass Court Championships, Brisbane |                | NC             | Gazon (ext.)   | Margaret Smith      | Jan Lehane             | 6-3, 6-4       | Tableau        |
| 4        | 28-10-1963 | Queensland Grass Court Championships, Brisbane |                | NC             | Gazon (ext.)   | Margaret Smith      | Lesley Turner          | 6-3, 6-2       | Tableau        |
| 5        | 09-11-1964 | Queensland Grass Court Championships, Brisbane |                | NC             | Gazon (ext.)   | Margaret Smith      | Lesley Turner          | 11-9, 6-1      | Tableau        |
| 6        | 02-11-1965 | Queensland Grass Court Championships, Brisbane |                | NC             | Gazon (ext.)   | Margaret Smith      | Lesley Turner          | 6-2, 6-3       | Tableau        |
| Ère Open |            |                                                |                |                |                |                     |                        |                |                |
| 7        | 10-12-1968 | Queensland State Championships, Brisbane       |                | NC             | Gazon (ext.)   | Karen Krantzcke     | Kerry Melville         | 6-3, 6-4       |                |
| 8        | 02-12-1969 | Queensland State Championships, Brisbane       |                | NC             | Gazon (ext.)   | Winnie Shaw         | Karen Krantzcke        | 11-9, 6-4      |                |
| 9        | 10-11-1970 | Queensland State Open, Brisbane                |                | NC             | Gazon (ext.)   | Evonne Goolagong    | Kristien Kemmer        | 6-3, 6-2       |                |
| 10       | 06-12-1971 | Queensland State Championships, Brisbane       |                | NC             | Gazon (ext.)   | Evonne Goolagong    | Helen Gourlay          | 6-2, 7-6       | Tableau        |
| 11       | 27-11-1972 | Queensland State Open, Brisbane                |                | NC             | Gazon (ext.)   | Evonne Goolagong    | Glynis Coles           | 6-0, 7-5       | Tableau        |
| 12       | 03-12-1973 | Queensland State Open, Brisbane                |                | NC             | Gazon (ext.)   | Janet Young         | Kazuko Sawamatsu       | 6-1, 6-4       | Tableau        |
| 13       | 25-11-1974 | Queensland State Open, Brisbane                |                | NC             | Gazon (ext.)   | Evonne Goolagong    | Cynthia Sieler-Doerner | 6-1, 6-2       | Tableau        |
| 14       | 08-12-1975 | Queensland State Open, Brisbane                |                | NC             | Gazon (ext.)   | Nina Bohm           | Nerida Gregory         | 6-1, 6-1       |                |
| 15       | 06-12-1976 | Queensland State Open, Brisbane                |                | NC             | Gazon (ext.)   | Susan Leo           | Donna Kelly            | 7-5, 7-6       |                |
| 16       | 05-12-1977 | Queensland State Open, Brisbane                |                | NC             | Gazon (ext.)   | Regina Maršíková    | Helen Anliot           | 6-1, 3-6, 6-4  | Tableau        |
| 17       | 21-11-1978 | Queensland State Open, Brisbane                |                | NC             | Gazon (ext.)   | Sue Barker          | Chris O'Neil           | 6-1, 6-3       | Tableau        |
| 18       | 03-12-1979 | Queensland State Open, Brisbane                | [ 2 ]          | NC             | Gazon (ext.)   | Linda Cassell       | M. Earle               | 3-6, 6-2, 6-0  |                |
| 19       | 17-11-1980 | Queensland State Open, Brisbane                | [ 2 ]          | NC             | Gazon (ext.)   | Elizabeth Sayers    | Sue Barker             | 6-2, 6-1       |                |
| 20       | 07-12-1981 | Queensland State Open, Brisbane                | [ 2 ]          | NC             | Gazon (ext.)   | Chris O'Neil        | Kerryn Pratt           | 6-3, 7-5       |                |
| 21       | 15-11-1982 | National Panasonic Open, Brisbane              | Series 4       | 125 000 $      | Gazon (ext.)   | Wendy Turnbull      | Pam Shriver            | 6-3, 6-1       | Tableau        |
| 22       | 14-11-1983 | National Panasonic Open, Brisbane              |                | 150 000 $      | Gazon (ext.)   | Pam Shriver         | Wendy Turnbull         | 6-4, 7-5       | Tableau        |
| 23       | 12-11-1984 | National Panasonic Open, Brisbane              | VS Tour C1     | 150 000 $      | Gazon (ext.)   | Helena Suková       | Elizabeth Smylie       | 6-4, 6-4       | Tableau        |
| 24       | 11-11-1985 | National Panasonic Open, Brisbane              |                | 150 000 $      | Gazon (ext.)   | Martina Navrátilová | Pam Shriver            | 6-3, 7-5       | Tableau        |
| 25       | 29-12-1986 | Jason 2000 Classic, Brisbane                   |                | 150 000 $      | Gazon (ext.)   | Hana Mandlíková     | Pam Shriver            | 6-2, 2-6, 6-4  | Tableau        |
| 26       | 28-12-1987 | Ariadne Classic, Brisbane                      | Tier V         | 150 000 $      | Gazon (ext.)   | Pam Shriver         | Jana Novotná           | 7-6, 7-6       | Tableau        |
| 27       | 02-01-1989 | Danone Hard Court Championships, Brisbane      | Tier V         | 150 000 $      | Dur (ext.)     | Helena Suková       | Brenda Schultz         | 7-6, 7-6       | Tableau        |
| 28       | 01-01-1990 | Danone Open, Brisbane                          | Tier IV        | 150 000 $      | Dur (ext.)     | Natasha Zvereva     | Rachel McQuillan       | 6-4, 6-0       | Tableau        |
| 29       | 31-12-1990 | Danone Open, Brisbane                          | Tier IV        | 150 000 $      | Dur (ext.)     | Helena Suková       | Akiko Kijimuta         | 6-4, 6-3       | Tableau        |
| 30       | 30-12-1991 | Danone Open, Brisbane                          | Tier IV        | 150 000 $      | Dur (ext.)     | Nicole Provis       | Rachel McQuillan       | 6-3, 6-2       | Tableau        |
| 31       | 04-01-1993 | Danone Hard Court Championships, Brisbane      | Tier III       | 150 000 $      | Dur (ext.)     | Conchita Martínez   | Magdalena Maleeva      | 6-3, 6-4       | Tableau        |
| 32       | 03-01-1994 | Danone Hard Court Championships, Brisbane      | Tier III       | 150 000 $      | Dur (ext.)     | Lindsay Davenport   | Florencia Labat        | 6-1, 2-6, 6-3  | Tableau        |
|          | 1995-2008  | Pas de tournoi                                 | Pas de tournoi | Pas de tournoi | Pas de tournoi | Pas de tournoi      | Pas de tournoi         | Pas de tournoi | Pas de tournoi |
| 33       | 05-01-2009 | Brisbane International, Brisbane               | Intern'l       | 220 000 $      | Dur (ext.)     | Victoria Azarenka   | Marion Bartoli         | 6-3, 6-1       | Tableau        |
| 34       | 04-01-2010 | Brisbane International, Brisbane               | Intern'l       | 220 000 $      | Dur (ext.)     | Kim Clijsters       | Justine Henin          | 6-3, 4-6, 7-66 | Tableau        |
| 35       | 02-01-2011 | Brisbane International, Brisbane               | Intern'l       | 220 000 $      | Dur (ext.)     | Petra Kvitová       | Andrea Petkovic        | 6-1, 6-3       | Tableau        |
| 36       | 01-01-2012 | Brisbane International, Brisbane               | Premier        | 655 000 $      | Dur (ext.)     | Kaia Kanepi         | Daniela Hantuchová     | 6-2, 6-1       | Tableau        |
| 37       | 31-12-2012 | Brisbane International, Brisbane               | Premier        | 1 000 000 $    | Dur (ext.)     | Serena Williams     | A. Pavlyuchenkova      | 6-2, 6-1       | Tableau        |
| 38       | 29-12-2013 | Brisbane International, Brisbane               | Premier        | 1 000 000 $    | Dur (ext.)     | Serena Williams     | Victoria Azarenka      | 6-4, 7-5       | Tableau        |
| 39       | 04-01-2015 | Brisbane International by Suncorp, Brisbane    | Premier        | 881 100 $      | Dur (ext.)     | Maria Sharapova     | Ana Ivanović           | 6-74, 6-3, 6-3 | Tableau        |
| 40       | 03-01-2016 | Brisbane International by Suncorp, Brisbane    | Premier        | 885 500 $      | Dur (ext.)     | Victoria Azarenka   | Angelique Kerber       | 6-3, 6-1       | Tableau        |
| 41       | 01-01-2017 | Brisbane International by Suncorp, Brisbane    | Premier        | 890 100 $      | Dur (ext.)     | Karolína Plíšková   | Alizé Cornet           | 6-0, 6-3       | Tableau        |
| 42       | 31-12-2017 | Brisbane International by Suncorp, Brisbane    | Premier        | 894 700 $      | Dur (ext.)     | Elina Svitolina     | Aliaksandra Sasnovich  | 6-2, 6-1       | Tableau        |
| 43       | 31-12-2018 | Brisbane International, Brisbane               | Premier        | 899 500 $      | Dur (ext.)     | Karolína Plíšková   | Lesia Tsurenko         | 4-6, 7-5, 6-2  | Tableau        |
| 44       | 06-01-2020 | Brisbane International, Brisbane               | Premier        | 1 434 900 $    | Dur (ext.)     | Karolína Plíšková   | Madison Keys           | 6-4, 4-6, 7-5  | Tableau        |
|          | 2021-2023  | Pas de tournoi                                 | Pas de tournoi | Pas de tournoi | Pas de tournoi | Pas de tournoi      | Pas de tournoi         | Pas de tournoi | Pas de tournoi |
| 45       | 01-01-2024 | Brisbane International, Brisbane               | WTA 500        | 1 736 763 $    | Dur (ext.)     | Elena Rybakina      | Aryna Sabalenka        | 6-0, 6-3       | Tableau        |
| 46       | 29-12-2024 | Brisbane International, Brisbane               | WTA 500        | 1 520 600 $    | Dur (ext.)     | Aryna Sabalenka     | Polina Kudermetova     | 4-6, 6-3, 6-2  | Tableau        |

### Double
| No       | Date       | Nom et lieu du tournoi                        | Catégorie      | Dotation       | Surface        | Vainqueures                                   | Finalistes                            | Score             |                |
| -------- | ---------- | --------------------------------------------- | -------------- | -------------- | -------------- | --------------------------------------------- | ------------------------------------- | ----------------- | -------------- |
| 1        | 28-10-1960 | Queensland Grass Court Championships Brisbane |                | NC             | Gazon (ext.)   | Mary Carter Reitano Margaret Smith            | Lesley Turner Noelene Turner          | 12-10, 6-3        | Tableau        |
| 2        | 06-11-1961 | Queensland Grass Court Championships Brisbane |                | NC             | Gazon (ext.)   | Darlene Hard Yola Ramírez                     | Robyn Ebbern Margaret Smith           | 6-4, 3-6, 6-3     | Tableau        |
| 3        | 22-10-1962 | Queensland Grass Court Championships Brisbane |                | NC             | Gazon (ext.)   | Jan Lehane Lesley Turner                      | Robyn Ebbern Margaret Smith           | 6-3, 7-5          | Tableau        |
| 4        | 28-10-1963 | Queensland Grass Court Championships Brisbane |                | NC             | Gazon (ext.)   | Margaret Smith Robyn Ebbern                   | Jan Lehane Lesley Turner              | 11-9, 6-2         | Tableau        |
| 5        | 09-11-1964 | Queensland Grass Court Championships Brisbane |                | NC             | Gazon (ext.)   | Margaret Smith Lesley Turner                  | Billie Jean Moffitt Robyn Ebbern      | 5-7, 6-4, 6-1     | Tableau        |
| 6        | 02-11-1965 | Queensland Grass Court Championships Brisbane |                | NC             | Gazon (ext.)   | Margaret Smith Lesley Turner                  | Judy Tegart Carole Caldwell           | 6-4, 4-6, 6-2     | Tableau        |
| Ère Open |            |                                               |                |                |                |                                               |                                       |                   |                |
| 7        | 02-12-1969 | Queensland State Championships Brisbane       |                | NC             | Gazon (ext.)   | Karen Krantzcke Christina Sandberg            | Kerry Harris Winnie Shaw              | 7-5, 6-4          |                |
| 8        | 06-12-1971 | Queensland State Championships Brisbane       |                | NC             | Gazon (ext.)   | Helen Gourlay Kerry Harris                    | Evonne Goolagong Janet Young          | 5-7, 7-5, 6-4     | Tableau        |
| 9        | 27-11-1972 | Queensland State Open Brisbane                |                | NC             | Gazon (ext.)   | Janet Fallis Evonne Goolagong                 | Barbara Hawcroft Marilyn Tesch        | NC                | Tableau        |
| 10       | 25-11-1974 | Queensland State Open Brisbane                |                | NC             | Gazon (ext.)   | Evonne Goolagong Peggy Michel                 | Vicki Lancaster Cecilia Martinez      | 6-1, 6-2          | Tableau        |
| 11       | 05-12-1977 | Queensland State Open Brisbane                |                | NC             | Gazon (ext.)   | Helen Anliot Regina Maršíková                 | Nerida Gregory Naoko Sato             | 6-3, 3-1, ab.     | Tableau        |
| 12       | 21-11-1978 | Queensland State Open Brisbane                |                | NC             | Gazon (ext.)   | Tine Zwaan Elly Appel                         | Sue Barker Wendy Gilchrist            | 7-5, 6-2          | Tableau        |
| 13       | 15-11-1982 | National Panasonic Open Brisbane              | Series 4       | 125 000 $      | Gazon (ext.)   | Billie Jean King Anne Smith                   | Claudia Kohde-Kilsch Eva Pfaff        | 6-3, 6-4          | Tableau        |
| 14       | 14-11-1983 | National Panasonic Open Brisbane              |                | 150 000 $      | Gazon (ext.)   | Anne Hobbs Wendy Turnbull                     | Pam Shriver Sharon Walsh              | 6-3, 6-4          | Tableau        |
| 15       | 12-11-1984 | National Panasonic Open Brisbane              | VS Tour C1     | 150 000 $      | Gazon (ext.)   | Martina Navrátilová Pam Shriver               | Bettina Bunge Eva Pfaff               | 6-3, 6-2          | Tableau        |
| 16       | 11-11-1985 | National Panasonic Open Brisbane              |                | 150 000 $      | Gazon (ext.)   | Martina Navrátilová Pam Shriver               | Claudia Kohde-Kilsch Helena Suková    | 6-4, 6-7, 6-1     | Tableau        |
| 17       | 29-12-1986 | Jason 2000 Classic Brisbane                   |                | 150 000 $      | Gazon (ext.)   | Hana Mandlíková Wendy Turnbull                | Betsy Nagelsen Elizabeth Smylie       | 6-4, 6-3          | Tableau        |
| 18       | 28-12-1987 | Ariadne Classic Brisbane                      | Tier V         | 150 000 $      | Gazon (ext.)   | Betsy Nagelsen Pam Shriver                    | Claudia Kohde-Kilsch Helena Suková    | 2-6, 7-5, 6-2     | Tableau        |
| 19       | 02-01-1989 | Danone Hard Court Championships Brisbane      | Tier V         | 150 000 $      | Dur (ext.)     | Jana Novotná Helena Suková                    | Patty Fendick Jill Hetherington       | 6-7, 6-1, 6-2     | Tableau        |
| 20       | 01-01-1990 | Danone Open Brisbane                          | Tier IV        | 150 000 $      | Dur (ext.)     | Jana Novotná Helena Suková                    | Hana Mandlíková Pam Shriver           | 6-3, 6-1          | Tableau        |
| 21       | 31-12-1990 | Danone Open Brisbane                          | Tier IV        | 150 000 $      | Dur (ext.)     | Gigi Fernández Jana Novotná                   | Patty Fendick Helena Suková           | 6-3, 6-1          | Tableau        |
| 22       | 30-12-1991 | Danone Open Brisbane                          | Tier IV        | 150 000 $      | Dur (ext.)     | Jana Novotná Larisa Neiland                   | Manon Bollegraf Nicole Provis         | 6-4, 6-3          | Tableau        |
| 23       | 04-01-1993 | Danone Hard Court Championships Brisbane      | Tier III       | 150 000 $      | Dur (ext.)     | Conchita Martínez Larisa Neiland              | Shannan McCarthy Kimberly Po          | 6-2, 6-2          | Tableau        |
| 24       | 03-01-1994 | Danone Hard Court Championships Brisbane      | Tier III       | 150 000 $      | Dur (ext.)     | Laura Golarsa Natalia Medvedeva               | Jenny Byrne Rachel McQuillan          | 6-3, 6-1          | Tableau        |
|          | 1995-2008  | Pas de tournoi                                | Pas de tournoi | Pas de tournoi | Pas de tournoi | Pas de tournoi                                | Pas de tournoi                        | Pas de tournoi    | Pas de tournoi |
| 25       | 05-01-2009 | Brisbane International Brisbane               | Intern'l       | 220 000 $      | Dur (ext.)     | Anna-Lena Grönefeld Vania King                | Klaudia Jans Alicja Rosolska          | 3-6, 7-5, [10-5]  | Tableau        |
| 26       | 04-01-2010 | Brisbane International Brisbane               | Intern'l       | 220 000 $      | Dur (ext.)     | Andrea Hlaváčková Lucie Hradecká              | Melinda Czink Arantxa Parra Santonja  | 2-6, 7-63, [10-4] | Tableau        |
| 27       | 02-01-2011 | Brisbane International Brisbane               | Intern'l       | 220 000 $      | Dur (ext.)     | Alisa Kleybanova A. Pavlyuchenkova            | Klaudia Jans Alicja Rosolska          | 6-3, 7-5          | Tableau        |
| 28       | 01-01-2012 | Brisbane International Brisbane               | Premier        | 655 000 $      | Dur (ext.)     | Nuria Llagostera Vives Arantxa Parra Santonja | Raquel Kops-Jones Abigail Spears      | 7-62, 7-62        | Tableau        |
| 29       | 31-12-2012 | Brisbane International Brisbane               | Premier        | 1 000 000 $    | Dur (ext.)     | Bethanie Mattek-Sands Sania Mirza             | Anna-Lena Grönefeld Květa Peschke     | 4-6, 6-4, [10-7]  | Tableau        |
| 30       | 29-12-2013 | Brisbane International Brisbane               | Premier        | 1 000 000 $    | Dur (ext.)     | Alla Kudryavtseva Anastasia Rodionova         | Kristina Mladenovic Galina Voskoboeva | 6-3, 6-1          | Tableau        |
| 31       | 04-01-2015 | Brisbane International by Suncorp Brisbane    | Premier        | 881 100 $      | Dur (ext.)     | Martina Hingis Sabine Lisicki                 | Caroline Garcia Katarina Srebotnik    | 6-2, 7-5          | Tableau        |
| 32       | 03-01-2016 | Brisbane International by Suncorp Brisbane    | Premier        | 885 500 $      | Dur (ext.)     | Martina Hingis Sania Mirza                    | Angelique Kerber Andrea Petkovic      | 7-5, 6-1          | Tableau        |
| 33       | 01-01-2017 | Brisbane International by Suncorp Brisbane    | Premier        | 890 100 $      | Dur (ext.)     | Bethanie Mattek-Sands Sania Mirza             | Ekaterina Makarova Elena Vesnina      | 6-2, 6-3          | Tableau        |
| 34       | 31-12-2017 | Brisbane International by Suncorp Brisbane    | Premier        | 894 700 $      | Dur (ext.)     | Kiki Bertens Demi Schuurs                     | Andreja Klepač María José Martínez    | 7-5, 6-2          | Tableau        |
| 35       | 31-12-2018 | Brisbane International Brisbane               | Premier        | 899 500 $      | Dur (ext.)     | Nicole Melichar Květa Peschke                 | Chan Hao-ching Latisha Chan           | 6-1, 6-1          | Tableau        |
| 36       | 06-01-2020 | Brisbane International Brisbane               | Premier        | 1 434 900 $    | Dur (ext.)     | Hsieh Su-wei Barbora Strýcová                 | Ashleigh Barty Kiki Bertens           | 3-6, 7-67, [10-8] | Tableau        |
|          | 2021-2023  | Pas de tournoi                                | Pas de tournoi | Pas de tournoi | Pas de tournoi | Pas de tournoi                                | Pas de tournoi                        | Pas de tournoi    | Pas de tournoi |
| 45       | 01-01-2024 | Brisbane International Brisbane               | WTA 500        | 1 736 763 $    | Dur (ext.)     | Lyudmyla Kichenok Jeļena Ostapenko            | Greet Minnen Heather Watson           | 7-5, 6-2          | Tableau        |
| 46       | 29-12-2024 | Brisbane International Brisbane               | WTA 500        | 1 520 600 $    | Dur (ext.)     | Mirra Andreeva Diana Shnaider                 | Priscilla Hon Anna Kalinskaya         | 7-66, 7-5         | Tableau        |

## Palmarès messieurs

### Simple
| No | Date       | Nom et lieu du tournoi                             | Catégorie       | Dotation       | Surface         | Vainqueur        | Finaliste           | Score                   |                |
| -- | ---------- | -------------------------------------------------- | --------------- | -------------- | --------------- | ---------------- | ------------------- | ----------------------- | -------------- |
| 1  | 04-12-1972 | , Brisbane                                         |                 | NC $           | Dur (ext.)      | Ken Rosewall     | Geoff Masters       | 6-2, 5-7, 6-4, 3-6, 7-5 |                |
|    | 1973-1975  | Pas de tournoi                                     | Pas de tournoi  | Pas de tournoi | Pas de tournoi  | Pas de tournoi   | Pas de tournoi      | Pas de tournoi          | Pas de tournoi |
| 2  | 11-10-1976 | South Pacific Tennis Classic, Brisbane             | GP World Series | 50 000 $       | Gazon (ext.)    | Mark Edmondson   | Phil Dent           | 3-6, 6-4, 6-4, 6-4      |                |
| 3  | 10-10-1977 | South Pacific Tennis Classic, Brisbane             | GP World Series | 50 000 $       | Gazon (ext.)    | Vitas Gerulaitis | Tony Roche          | 6-7, 6-1, 6-1, 7-5      |                |
| 4  | 09-10-1978 | South Pacific Tennis Classic, Brisbane             | GP World Series | 50 000 $       | Gazon (ext.)    | Mark Edmondson   | John Alexander      | 6-4, 7-6                |                |
| 5  | 08-10-1979 | South Pacific Tennis Classic, Brisbane             | GP World Series | 50 000 $       | Gazon (ext.)    | Phil Dent        | Ross Case           | 7-6, 6-2, 6-3           |                |
| 6  | 06-10-1980 | Robinson's Classic, Brisbane                       | GP World Series | 50 000 $       | Gazon (ext.)    | John McEnroe     | Phil Dent           | 6-3, 6-4                |                |
| 7  | 05-10-1981 | South Pacific Tennis Classic, Brisbane             | GP World Series | 50 000 $       | Gazon (ext.)    | Mark Edmondson   | Chris Lewis         | 7-6, 3-6, 6-4           |                |
|    | 1982       | Pas de tournoi                                     | Pas de tournoi  | Pas de tournoi | Pas de tournoi  | Pas de tournoi   | Pas de tournoi      | Pas de tournoi          | Pas de tournoi |
| 8  | 03-10-1983 | GWA Mazda Tennis Classic, Brisbane                 | GP World Series | 100 000 $      | Moquette (int.) | Pat Cash         | Paul McNamee        | 4-6, 6-4, 6-3           |                |
| 9  | 01-10-1984 | GWA Mazda Tennis Classic, Brisbane                 | GP World Series | 100 000 $      | Moquette (int.) | Eliot Teltscher  | Francisco González  | 3-6, 6-3, 6-4           |                |
| 10 | 07-10-1985 | GWA Mazda Tennis Classic, Brisbane                 | GP World Series | 80 000 $       | Moquette (int.) | Paul Annacone    | Kelly Evernden      | 6-3, 6-3                |                |
|    | 1986       | Pas de tournoi                                     | Pas de tournoi  | Pas de tournoi | Pas de tournoi  | Pas de tournoi   | Pas de tournoi      | Pas de tournoi          | Pas de tournoi |
| 11 | 05-10-1987 | Queensland Open, Brisbane                          | GP World Series | 150 000 $      | Dur (int.)      | Kelly Evernden   | Eric Jelen          | 3-6, 6-1, 6-1           |                |
| 12 | 04-10-1988 | Queensland Open, Brisbane                          | GP World Series | 165 000 $      | Dur (int.)      | Tim Mayotte      | Marty Davis         | 6-4, 6-4                |                |
| 13 | 02-10-1989 | Queensland Open, Brisbane                          | GP World Series | 150 000 $      | Dur (ext.)      | Nicklas Kroon    | Mark Woodforde      | 4-6, 6-2, 6-4           |                |
| 14 | 24-09-1990 | Queensland Open, Brisbane                          | World Series    | 225 000 $      | Dur (ext.)      | Brad Gilbert     | Aaron Krickstein    | 6-3, 6-1                |                |
| 15 | 23-09-1991 | Queensland Open, Brisbane                          | World Series    | 225 000 $      | Dur (ext.)      | Gianluca Pozzi   | Aaron Krickstein    | 6-3, 7-64               |                |
| 16 | 28-09-1992 | Queensland Open, Brisbane                          | World Series    | 235 000 $      | Dur (int.)      | Guillaume Raoux  | Kenneth Carlsen     | 6-4, 7-610              |                |
|    | 1993-2008  | Pas de tournoi                                     | Pas de tournoi  | Pas de tournoi | Pas de tournoi  | Pas de tournoi   | Pas de tournoi      | Pas de tournoi          | Pas de tournoi |
| 17 | 05-01-2009 | Brisbane International, Brisbane                   | ATP 250         | 484 750 $      | Dur (ext.)      | Radek Štěpánek   | Fernando Verdasco   | 3-6, 6-3, 6-4           | Tableau        |
| 18 | 04-01-2010 | Brisbane International, Brisbane                   | ATP 250         | 484 750 $      | Dur (ext.)      | Andy Roddick     | Radek Štěpánek      | 7-62, 7-67              | Tableau        |
| 19 | 02-01-2011 | Brisbane International, Brisbane                   | ATP 250         | 484 750 $      | Dur (ext.)      | Robin Söderling  | Andy Roddick        | 6-3, 7-5                | Tableau        |
| 20 | 01-01-2012 | Brisbane International, Brisbane                   | ATP 250         | 486 000 $      | Dur (ext.)      | Andy Murray      | Alexandr Dolgopolov | 6-1, 6-3                | Tableau        |
| 21 | 31-12-2012 | Brisbane International, Brisbane                   | ATP 250         | 436 630 $      | Dur (ext.)      | Andy Murray      | Grigor Dimitrov     | 7-60, 6-4               | Tableau        |
| 22 | 30-12-2013 | Brisbane International, Brisbane                   | ATP 250         | 452 670 $      | Dur (ext.)      | Lleyton Hewitt   | Roger Federer       | 6-1, 4-6, 6-3           | Tableau        |
|    | 2014       | Pas de tournoi                                     | Pas de tournoi  | Pas de tournoi | Pas de tournoi  | Pas de tournoi   | Pas de tournoi      | Pas de tournoi          | Pas de tournoi |
| 23 | 05-01-2015 | Brisbane International by Suncorp, Brisbane        | ATP 250         | 439 405 $      | Dur (ext.)      | Roger Federer    | Milos Raonic        | 6-4, 62-7, 6-4          | Tableau        |
| 24 | 04-01-2016 | Brisbane International by Suncorp, Brisbane        | ATP 250         | 404 780 $      | Dur (ext.)      | Milos Raonic     | Roger Federer       | 6-4, 6-4                | Tableau        |
| 25 | 01-01-2017 | Brisbane International by Suncorp, Brisbane        | ATP 250         | 437 380 $      | Dur (ext.)      | Grigor Dimitrov  | Kei Nishikori       | 6-2, 2-6, 6-3           | Tableau        |
| 26 | 31-12-2017 | Brisbane International by Suncorp, Brisbane        | ATP 250         | 468 910 $      | Dur (ext.)      | Nick Kyrgios     | Ryan Harrison       | 6-4, 6-2                | Tableau        |
| 27 | 31-12-2018 | Brisbane International, Brisbane                   | ATP 250         | 527 880 $      | Dur (ext.)      | Kei Nishikori    | Daniil Medvedev     | 6-4, 3-6, 6-2           | Tableau        |
|    | 2020-2022  | Pas de tournoi                                     | Pas de tournoi  | Pas de tournoi | Pas de tournoi  | Pas de tournoi   | Pas de tournoi      | Pas de tournoi          | Pas de tournoi |
| 28 | 31-12-2023 | Brisbane International presented by Evie, Brisbane | ATP 250         | 661 585 $      | Dur (ext.)      | Grigor Dimitrov  | Holger Rune         | 7-65, 6-4               | Tableau        |
| 29 | 30-12-2024 | Brisbane International presented by Evie, Brisbane | ATP 250         | 680 140 $      | Dur (ext.)      | Jiří Lehečka     | Reilly Opelka       | 4-1 ab.                 | Tableau        |

### Double
| No | Date       | Nom et lieu du tournoi                             | Catégorie       | Dotation       | Surface         | Vainqueurs                         | Finalistes                        | Score              |                |
| -- | ---------- | -------------------------------------------------- | --------------- | -------------- | --------------- | ---------------------------------- | --------------------------------- | ------------------ | -------------- |
| 1  | 04-12-1972 | , Brisbane                                         |                 | NC $           | Dur (ext.)      | Ross Case Geoff Masters            | Georges Goven Wanaro N'Godrella   | 6-2, 6-7, 6-2, 7-6 |                |
| 2  | 11-10-1976 | South Pacific Tennis Classic, Brisbane             | GP World Series | 50 000 $       | Gazon (ext.)    | Syd Ball Kim Warwick               | Ismail El Shafei Brian Fairlie    | 6-4, 6-4           |                |
| 3  | 10-10-1977 | South Pacific Tennis Classic, Brisbane             | GP World Series | 50 000 $       | Gazon (ext.)    | Vitas Gerulaitis Bill Scanlon      | Malcolm Anderson Ken Rosewall     | 7-6, 6-4           |                |
| 4  | 09-10-1978 | South Pacific Tennis Classic, Brisbane             | GP World Series | 50 000 $       | Gazon (ext.)    | John Alexander Phil Dent           | Syd Ball Allan Stone              | 6-3, 7-6           |                |
| 5  | 08-10-1979 | South Pacific Tennis Classic, Brisbane             | GP World Series | 50 000 $       | Gazon (ext.)    | Ross Case Geoff Masters            | John James Chris Kachel           | 7-6, 6-2           |                |
| 6  | 06-10-1980 | Robinson's Classic, Brisbane                       | GP World Series | 50 000 $       | Gazon (ext.)    | John McEnroe Matt Mitchell         | Phil Dent Rod Frawley             | 8-6                |                |
| 7  | 05-10-1981 | South Pacific Tennis Classic, Brisbane             | GP World Series | 50 000 $       | Gazon (ext.)    | Rod Frawley Chris Lewis            | Mark Edmondson Mike Estep         | 7-5, 4-6, 7-64     |                |
| 8  | 03-10-1983 | GWA Mazda Tennis Classic, Brisbane                 | GP World Series | 100 000 $      | Moquette (int.) | Pat Cash Paul McNamee              | Mark Edmondson Kim Warwick        | 7-6, 7-6           |                |
| 9  | 01-10-1984 | GWA Mazda Tennis Classic, Brisbane                 | GP World Series | 100 000 $      | Moquette (int.) | Francisco González Matt Mitchell   | Broderick Dyke Wally Masur        | 6-7, 6-2, 7-5      |                |
| 10 | 07-10-1985 | GWA Mazda Tennis Classic, Brisbane                 | GP World Series | 80 000 $       | Moquette (int.) | Marty Davis Brad Drewett           | Bud Schultz Ben Testerman         | 6-2, 6-2           |                |
| 11 | 05-10-1987 | Queensland Open, Brisbane                          | GP World Series | 150 000 $      | Dur (int.)      | Matt Anger Kelly Evernden          | Broderick Dyke Wally Masur        | 7-6, 6-2           |                |
| 12 | 04-10-1988 | Queensland Open, Brisbane                          | GP World Series | 165 000 $      | Dur (int.)      | Eric Jelen Carl-Uwe Steeb          | Grant Connell Glenn Michibata     | 6-4, 6-1           |                |
| 13 | 02-10-1989 | Queensland Open, Brisbane                          | GP World Series | 150 000 $      | Dur (ext.)      | Darren Cahill Mark Kratzmann       | Broderick Dyke Simon Youl         | 6-4, 5-7, 6-0      |                |
| 14 | 24-09-1990 | Queensland Open, Brisbane                          | World Series    | 225 000 $      | Dur (ext.)      | Jason Stoltenberg Todd Woodbridge  | Brian Garrow Mark Woodforde       | 2-6, 6-4, 6-4      |                |
| 15 | 23-09-1991 | Queensland Open, Brisbane                          | World Series    | 225 000 $      | Dur (ext.)      | Todd Woodbridge Mark Woodforde     | John Fitzgerald Glenn Michibata   | 7-6, 6-3           |                |
| 16 | 28-09-1992 | Queensland Open, Brisbane                          | World Series    | 235 000 $      | Dur (int.)      | Steve DeVries David Macpherson     | Patrick McEnroe Jonathan Stark    | 6-4, 6-4           |                |
| 17 | 05-01-2009 | Brisbane International, Brisbane                   | ATP 250         | 484 750 $      | Dur (ext.)      | Marc Gicquel Jo-Wilfried Tsonga    | Fernando Verdasco Mischa Zverev   | 6-4, 6-3           | Tableau        |
| 18 | 04-01-2010 | Brisbane International, Brisbane                   | ATP 250         | 484 750 $      | Dur (ext.)      | Jérémy Chardy Marc Gicquel         | Leander Paes Lukáš Dlouhý         | 6-3, 7-65          | Tableau        |
| 19 | 02-01-2011 | Brisbane International, Brisbane                   | ATP 250         | 484 750 $      | Dur (ext.)      | Lukáš Dlouhý Paul Hanley           | Robert Lindstedt Horia Tecău      | 6-4, ab.           | Tableau        |
| 20 | 01-01-2012 | Brisbane International, Brisbane                   | ATP 250         | 486 000 $      | Dur (ext.)      | Max Mirnyi Daniel Nestor           | Jürgen Melzer Philipp Petzschner  | 6-1, 6-2           | Tableau        |
| 21 | 31-12-2012 | Brisbane International, Brisbane                   | ATP 250         | 436 630 $      | Dur (ext.)      | Marcelo Melo Tommy Robredo         | Eric Butorac Paul Hanley          | 4-6, 6-1, [10-5]   | Tableau        |
| 22 | 30-12-2013 | Brisbane International, Brisbane                   | ATP 250         | 452 670 $      | Dur (ext.)      | Mariusz Fyrstenberg Daniel Nestor  | Juan Sebastián Cabal Robert Farah | 64-7, 6-4, [10-7]  | Tableau        |
| 23 | 05-01-2015 | Brisbane International by Suncorp, Brisbane        | ATP 250         | 439 405 $      | Dur (ext.)      | Jamie Murray John Peers            | Alexandr Dolgopolov Kei Nishikori | 6-3, 7-64          | Tableau        |
| 24 | 04-01-2016 | Brisbane International by Suncorp, Brisbane        | ATP 250         | 404 780 $      | Dur (ext.)      | Henri Kontinen John Peers          | James Duckworth Chris Guccione    | 7-64, 6-1          | Tableau        |
| 25 | 01-01-2017 | Brisbane International by Suncorp, Brisbane        | ATP 250         | 437 380 $      | Dur (ext.)      | Thanasi Kokkinakis Jordan Thompson | Gilles Müller Sam Querrey         | 7-67, 6-4          | Tableau        |
| 26 | 31-12-2017 | Brisbane International by Suncorp, Brisbane        | ATP 250         | 468 910 $      | Dur (ext.)      | Henri Kontinen John Peers          | Leonardo Mayer Horacio Zeballos   | 3-6, 6-3, [10-2]   | Tableau        |
| 27 | 31-12-2018 | Brisbane International, Brisbane                   | ATP 250         | 527 880 $      | Dur (ext.)      | Marcus Daniell Wesley Koolhof      | Rajeev Ram Joe Salisbury          | 6-4, 7-66          | Tableau        |
|    | 2020-2023  | Pas de tournoi                                     | Pas de tournoi  | Pas de tournoi | Pas de tournoi  | Pas de tournoi                     | Pas de tournoi                    | Pas de tournoi     | Pas de tournoi |
| 28 | 31-12-2023 | Brisbane International presented by Evie, Brisbane | ATP 250         | 661 585 $      | Dur (ext.)      | Lloyd Glasspool Jean-Julien Rojer  | Kevin Krawietz Tim Pütz           | 7-63, 5-7, [12-10] | Tableau        |
| 29 | 30-12-2024 | Brisbane International presented by Evie, Brisbane | ATP 250         | 680 140 $      | Dur (ext.)      | Julian Cash Lloyd Glasspool        | Jiří Lehečka Jakub Menšík         | 6-3, 62-7, [10-6]  | Tableau        |

## Palmarès mixte
| No | Date       | Nom et lieu du tournoi                        | Catégorie | Dotation | Surface      | Vainqueures                 | Finalistes | Score |         |
| -- | ---------- | --------------------------------------------- | --------- | -------- | ------------ | --------------------------- | ---------- | ----- | ------- |
| 1  | 28-10-1963 | Queensland Grass Court Championships Brisbane |           | NC       | Gazon (ext.) | Margaret Smith Ken Fletcher | NC         | NC    | Tableau |